# Gerhard Gerlich

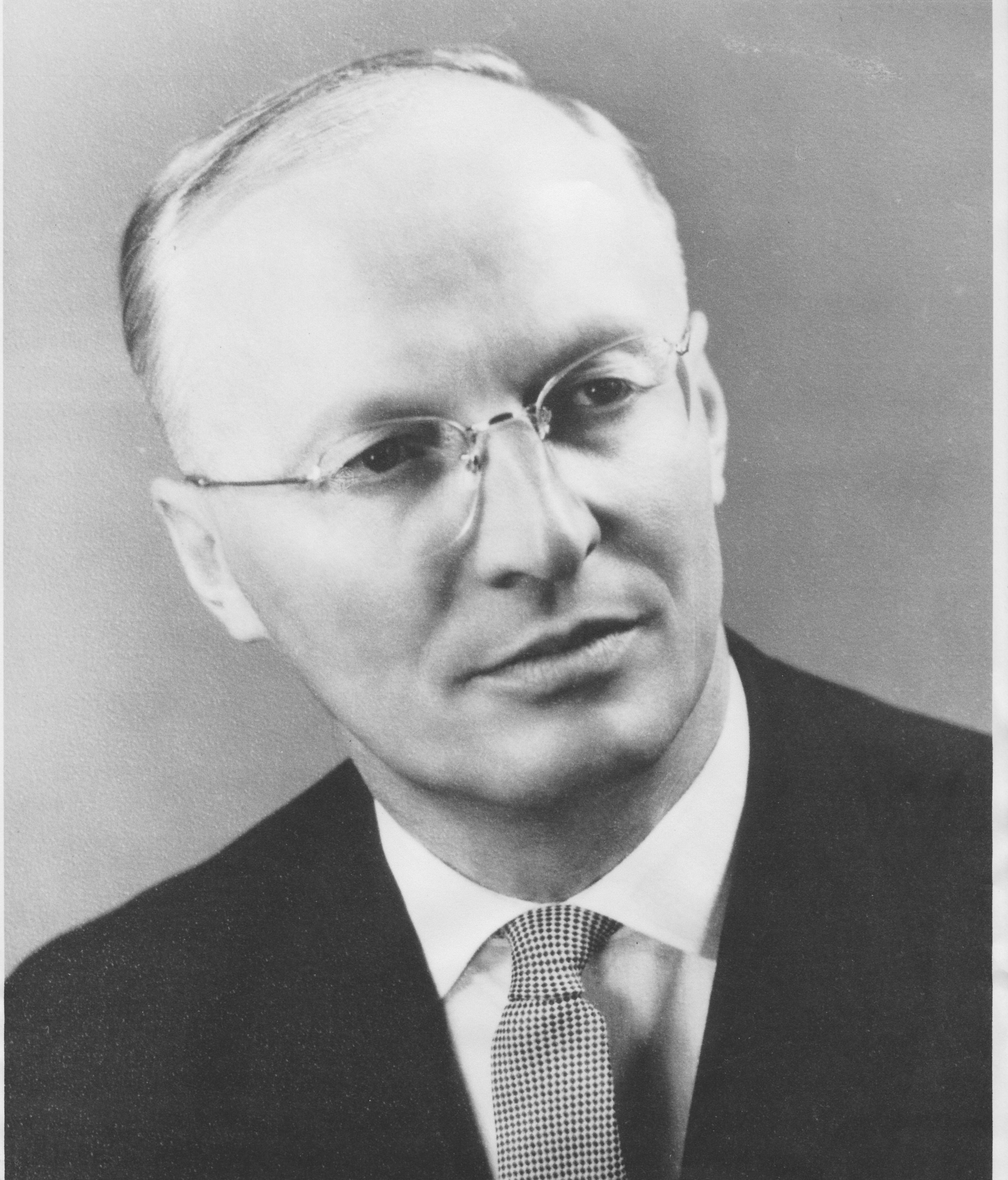
Gerhard Gerlich (Foto 1958)

Gerhard Gerlich (* 9. September 1911 in Troppau, Österreich-Ungarn; † 27. Dezember 1962 in Neumünster) war ein deutscher Pädagoge und Politiker (CDU).

## Ausbildung und Beruf
Nach dem Abitur an einem humanistischen Gymnasium studierte er in Prag Geschichte und Geographie für das Höhere Lehramt. An der Karls-Universität erfolgte 1935 auch seine Promotion zum Dr. phil. mit einer Arbeit über Die Politik Korinths bis zum peloponnesischen Krieg. Anschließend war er an deutschen Schulen in der Tschechoslowakei als Gymnasiallehrer tätig. Gleichzeitig war er Professor am Deutschen Landesschulrat für Böhmen im Protektorat Böhmen und Mähren in Prag und Dozent an der dortigen Pädagogischen Akademie. Kriegsdienst leistete er in der Wehrmacht, zuletzt als Leutnant d.R. Gegen Kriegsende geriet er in sowjetische Kriegsgefangenschaft, aus der er 1947 nach Neumünster entlassen wurde. Im Entnazifizierungsverfahren verschwieg er seine SS-Mitgliedschaft. In Neumünster erhielt er einen Lehrauftrag im Fachschuldienst und war erst als Volksschullehrer, später als Oberstudienrat am Gymnasium tätig. 1948 gründete er mit dem ehemaligen „NS-Politiker Josef Domabyl“ die „Hilfsgemeinschaft der Sudetendeutschen“.
Gerhard Gerlich nutzte die Umbruchsverhältnisse der frühen Nachkriegsjahre in Neumünster, von denen kaum Spuren seines Wirkens in Archiven dokumentiert blieben, erfolgreich für einen gesellschaftlichen Aufstieg. Auch später versuchte Gerlich seine SS-Mitgliedschaft in der SS-Einheit 3/108 im sudetendeutschen Aussig fortwährend zu verschleiern und vertrat  eine Umkehr der Bringschuld: nicht ehemalige Nationalsozialisten wie er hatten ihre echte Umkehr zu demokratischer Überzeugung unter Beweis zu stellen, sondern das Gemeinwesen der Nachkriegszeit hatte um die Täter der NS-Zeit offenkundig mehr zu werben als um das Vertrauen von deren einstigen Opfern.

## Familie
Gerhard Gerlich war verheiratet mit Emma Strilek und hatte vier Kinder. Die Kinder heißen Gerhild (* 13. April 1941), Gerhard (* 6. April 1942), Gerburg (* 30. Juli 1943) und Gerlinde (* 10. September 1944; † 9. September 1945). Sein Bruder war Walter Richard Gerlich.

## Politik
Gerlich trat wahrscheinlich zum 1. November 1938 der NSDAP bei (Mitgliedsnummer 6.710.015). Danker und Lehmann-Himmel charakterisieren ihn in ihrer Studie über das Verhalten und die Einstellungen der Schleswig-Holsteinischen Landtagsabgeordneten und Regierungsmitglieder der Nachkriegszeit in der NS-Zeit als „systemtragend / karrieristisch“. Zum 1. November 1938 trat er in die SS ein.
Gerlich war Mitglied der CDU, deren Landesvorstand in Schleswig-Holstein er angehörte und er war von 7. August 1950 bis zu seinem Tode Mitglied des Landtages von Schleswig-Holstein für die CDU. Hier war er von 27. Oktober 1958 bis 26. Oktober 1962 stellvertretender Vorsitzender der CDU-Fraktion. Von 11. Oktober 1954 bis 22. Januar 1958 war Gerlich stellvertretender Vorsitzender des Landtagsausschusses für Heimatvertriebene und vom 29. Oktober 1962 bis zu seinem Tode Vorsitzender des Finanzausschusses. Gerlich war stets als direkt gewählter Abgeordneter des Wahlkreises Plön-Süd in den Landtag eingezogen. Er nahm als Mitglied an den Bundesversammlungen für die Wahl von Theodor Heuss (1954) und an der Wahl für Heinrich Lübke (1959) teil.

### Öffentliche Ämter
Vom 6. Juni 1955 bis zu seinem Tode war er Parlamentarischer Vertreter des Kultusministers.

## Ehrungen
Gerlich war stellvertretender Vorsitzender des schleswig-holsteinischen Philologenverbandes und stellvertretender Landesvorsitzender der Sudetendeutschen Landsmannschaft. Die „Dr.-Gerlich-Schule“ in Trappenkamp war seit dem 12. März 1969 nach ihm benannt. Nachdem durch ein Gutachten 2015 die verschwiegene SS-Mitgliedschaft Gerlichs bekanntgeworden war, stellte die Schulkonferenz einen Antrag auf Umbenennung, seit Januar 2017 heißt die Schule „Grundschule Trappenkamp mit Förderzentrumsteil“.

## Werke
- Die Politik Korinths bis zum peloponnesischen Krieg. Prag 1935 (Diss. phil.)